# Маркович, Горан (режиссёр)
Го́ран Ма́ркович (серб. Горан Марковић; 24 августа 1946, Белград, Югославия) — сербский режиссёр, актёр, продюсер и сценарист. Создатель более 50 документальных и 11 художественных фильмов, более 10 кино- и 6 театральных спектаклей. Лауреат свыше 30 национальных и международных наград и отличий за весомый вклад в развитие кино и театрального искусства.
Принадлежит к «чешской школе» югославских режиссёров, куда входят Горан Паскалевич, Лордан Зафранович, Райко Грлич, Эмир Кустурица. Автор нескольких книг. С 1979 года — профессор кафедры кинорежиссуры Белградской школы драматических искусств. Член Европейской Академии кино и телевидения.

## Биография
Сын югославских актёров Раде и Оливеры Маркович. Закончил белградскую гимназию № 5. В 1965-70 изучал режиссуру в ФАМУ в Прага.
Его первая полнометражная картина «Особое воспитание» (1976), получила в 1977 году 14 призов на Югославском кинофестивале в Пуле, а также 4 приза МКФ в Маннгейме (Западная Германия) и стала самым кассовым югославским фильмом.
В 1978 поставил комедию «Национальный класс», чьи кассовые сборы даже превысили успех первой картины. В 1980 комедия «Мастера, мастера» получила «Золотого орла» за режиссуру на первом МКФ в Маниле.
В 1982 году снял одну из своих лучших работ «Вариола Вера».
В 1987 году триллер «Дежа вю» собрал все первые призы на югославских кинофестивалях, а также участвовал в программе «Панорама» Берлинского Международного Кинофестваля.
В 1992 году закончил совместную югославо-французскую картину «Тито и я», получившую приз за лучшую мужскую роль Международном кинофестивале в Сан-Себастьяне.
В 1994-1995 снял франко-болгарскую ленту «Трагедия бурлеска», получившую приз за режиссуру на МКФ в Монреале.
В 2001 снял автобиографическую, полуигровую-полудокументальную ленту «Сербия год нулевой», включённую в программу «Новые территории» Венецианского кинофестиваля.
В 2003 поставил «Кордон», освещавший гражданские протесты в Сербии в 1996 и 1997. Картина получила «Гран-при Америк» в Монреале.
В 2002 году в Роттердаме была представлена полная ретроспектива фильмов Горана Марковича.
«Я не люблю ставить однотипные картины, мне скучно снимать одну историю всю жизнь. Мои фильмы очень разные — комедии, драмы и даже ужастики».

## Фильмография

### Режиссёрские работы
- 1976 — Особое воспитание / Специјално васпитање
- 1971 — Без названия / Без назива
- 1978 — Национальный класс / Национална класа
- 1980 — Мастера, мастера / Мајстори, мајстори
- 1982 — Вариола Вера / Вариола вера
- 1985 — Тајванска канаста
- 1987 — Дежа вю / Већ виђено
- 1989 — Сборный пункт / Сабирни центар
- 1992 — Тито и я / Тито и ја
- 1994 — Трагедия бурлеска / Урнебесна трагедија
- 2001 — Сербия год нулевой / Србија, године нулте
- 2003 — Кордон / Кордон
- 2008 — Турне / Турнеја

### Актёрские работы
- 1969 — Недјеља
- 1971 — Без назива (ТВ)
- 1971 — Апотекарица (ТВ)
- 1976 — Озрацени (ТВ)
- 1977 — Специјално васпитање
- 1977 — Мирис пољског цвеца
- 1983 — Балканский экспресс
- 1985 — Тајванска канаста
- 1986 — Лијепе жене пролазе кроз град